# Арустук (река)
Арустук (англ. Aroostook River) — река в штате Мэн и провинции Нью-Брансуик, приток реки Сент-Джон. Площадь водосборного бассейна — 5957 км².
Длина реки составляет 225 км, практически полностью Арустук протекает по территории одноимённого округа. По площади бассейн, это крупнейший приток реки Сент-Джон. Река берёт начало в Аппалачах в округе Пенобскот у границы с округом Пискатакис, протекая по его территории всего несколько километров. Последние три километра Арустук течёт по канадской территории.
Долина Арустука — один из важнейших районов выращивания картофеля. На реке часто случаются наводнения.